# Giuseppe Leone (politico 1941)
Giuseppe Leone (Roma, 21 maggio 1941 – Taranto, 13 novembre 2015) è stato un politico italiano.

## Biografia
Figlio di Raffaele Leone, già parlamentare democristiano negli anni '50 e '60. 
Avvocato ed esponente egli stesso della Democrazia Cristiana. Viene eletto deputato nel 1979, rimanendo alla Camera per quattro legislature consecutive, fino al 1994.
Dopo lo scioglimento della DC aderisce al Centro Cristiano Democratico.
Muore all'età di 74 anni, nel novembre 2015.